# Halina Benedyk (EP)
Halina Benedyk – EP polskiej wokalistki Haliny Benedyk, wydany w 1995 roku nakładem wydawnictwa muzycznego Polskie Nagrania „Muza”. Album zawiera cztery utwory wokalistki, w tym przebój „Mamy po 20 lat” napisany dla piosenkarki przez Tomasza Kordeusza do muzyki Aleksandra Maliszewskiego, który na Krajowym Festiwalu Piosenki Polskiej w Opolu w 1987 roku zdobył nagrodę publiczności. 
Ponadto wydawnictwo zawiera utwory „Niech Bóg mi da” oraz „Tak pięknie razem być” zarówno w wersji studyjnej, jak i instrumentalnej.

## Lista utworów
Opracowano na podstawie materiału źródłowego.
1. „Tak pięknie razem być”
2. „Niech Bóg mi da”
3. „Mamy po 20 lat”
4. „Tak pięknie razem być” (wersja instrumentalna)